# Simbaci II Bagratuní
Simbaci II Bagratuní (en armeni Սմբատ Ե Բագրատունի) va ser Ixkhan d'Armènia possiblement dels anys 643 al 656. Segons els historiadors era el II Simbaci d'Armenia i V Bagratuní però la seva personalitat es va confondre amb la de Simbaci (III) Bagratuní, III d'Armènia i VI Bagratuní, que va prendre aquells ordinals anomenant-se Simbaci IV i VII Bagratuní. Era fill de Varaz-Tirots Bagratuní, marzban d'Armènia i tenia el títol d'aspet o spatarios.
L'any 634 es va traslladar a Osroene a la cort de l'emperador Heracli per qüestions polítiques. El 635 va ser empresonat a l'Àfrica amb el seu pare per conspirar contra aquell emperador. Alliberat cap a l'any 642 se li va assignar residencia al Bòsfor però es va escapar amb el seu pare i van arribar a Armènia on van reconèixer Varaz-Tirots com a governador.
El 643 l'emperador romà d'Orient va atorgar a Varaz-Tirots el títol de curopalata però al morir aquest poc després el va substituir Simbaci II. El 653 va unir a les seves funcions les del ixkhan Teodor Reixtuní que havia estat destituït. El 654 l'emperador va ocupar Armènia i va nomenar governador Maurià amb el qual va col·laborar com a ixkhan fins a la conquesta àrab. L'any 656 els àrabs van dominar Armènia i van establir com a governador a Hamazaspes Mamiconi.
Va ser el pare d'Asoci I Bagratuní (Asoci Bagratuní II), príncep d'Armènia, i probablement també de Varaz-Tirots Bagratuní III, que al seu torn va ser pare del príncep d'Armènia Simbaci Bagratuní VI o Simbaci (III) Bagratuní.